# Легка атлетика на літніх Олімпійських іграх 2016 — естафетний біг 4×100 метрів (жінки)
Змагання з легкої атлетики в естафеті 4 по 100 метрів серед жінок на літніх Олімпійських іграх 2016 проходять 18 і 19 серпня на Олімпійському стадіоні Жоао Авеланжа.

## Рекорди
Станом на 18 серпня 2016 світовий і олімпійський рекорди були такими:
| Світовий рекорд     | США (Тіанна Медісон, Еллісон Фелікс, Б'янка Найт, Кармеліта Джетер)       | 40.82 | Лондон, Велика Британія | 10 серпня 2012 |
| Олімпійський рекорд | США (USA) (Тіанна Медісон, Еллісон Фелікс, Б'янка Найт, Кармеліта Джетер) | 40.82 | Лондон, Велика Британія | 10 серпня 2012 |

## Розклад змагань
Час місцевий (UTC−3).
| Дата                | Час   | Раунд            |
| ------------------- | ----- | ---------------- |
| Четвер, 18 серпня   | 11:20 | Попередні забіги |
| П'ятниця, 19 серпня | 22:15 | Фінал            |

## Результати

### Попередні забіги
У фінал виходять по перші три команди з кожного забігу (Q), а також дві найшвидші крім них (q).

#### Забіг 1
| Місце | Доріжка | Країна                | Спортсменки                                                                 | Час   | Примітки |
| ----- | ------- | --------------------- | --------------------------------------------------------------------------- | ----- | -------- |
| 1     | 5       | Ямайка (JAM)          | Сімон Фейсі, Сашалі Форбс, Вероніка Кемпбелл-Браун, Шеллі-Енн Фрейзер-Прайс | 41.79 | Q, SB    |
| 2     | 7       | Велика Британія (GBR) | Аша Філіп, Дезіре Генрі, Діна Ашер-Сміт, Дерріл Нейта                       | 41.93 | Q        |
| 3     | 1       | Україна (UKR)         | Олеся Повх, Наталя Погребняк, Марія Рємєнь, Єлизавета Бризгіна              | 42.49 | Q, SB    |
| 4     | 4       | Канада (CAN)          | Фара Жак, Крістал Еммануель, Філісія Джордж, Каміка Бінгем                  | 42.70 | q, SB    |
| 4     | 6       | Китай (CHN)           | Юань Ціці, Вей Юнлі, Ге Маньці, Лян Сяоцзін                                 | 42.70 |          |
| 6     | 3       | Нідерланди (NED)      | Джаміль Самюель, Дафне Схіперс, Тесса ван Схаген, Наомі Седні               | 42.88 |          |
| 7     | 8       | Польща (POL)          | Ева Свобода, Маріка Поповіч, Клаудія Конопко, Анна Келбасинська             | 43.33 |          |
| 8     | 2       | Гана (GHA)            | Флінс Овусу-Агяпонг, Джемма Ачімпонг, Беатріс Гяман, Джанет Емпонсах        | 43.37 |          |

##### Забіг 2
| Місце | Доріжка | Країна                  | Спортсменки                                                            | Час   | Примітки |
| ----- | ------- | ----------------------- | ---------------------------------------------------------------------- | ----- | -------- |
| 1     | 7       | Німеччина (GER)         | Татьяна Пінту, Ліза Маєр, Джина Люкенкемпер, Ребекка Гаасе             | 42.18 | Q        |
| 2     | 8       | Нігерія (NGR)           | Глорія Асумну, Блессінг Окагбаре, Дженніфер Маду, Аґнес Осазува        | 42.55 | Q, SB    |
| 3     | 1       | Тринідад і Тобаго (TRI) | Семой Гекетт, Мішель-Лі Ах'є, Келлі-Енн Баптіст, Халіфа Сент-Форт      | 42.62 | Q, SB    |
| 4     | 4       | Франція (FRA)           | Флоріан Гнафуа, Селін Дістель-Бонне, Дженніфер Гале, Стелла Акакпо     | 43.07 |          |
| 5     | 5       | Швейцарія (SUI)         | Айла дель Понте, Сара Атчо, Еллен Шпрунгер, Саломе Кора                | 43.12 |          |
|       | 6       | Казахстан (KAZ)         | Римма Кашафутдінова, Вікторія Зябкіна, Юлія Рахманова, Ольга Сафронова | DQ    | R 163.3a |
|       | 3       | Бразилія (BRA)          | Бруна Фаріас, Франсіела Красуцкі, Кауіза Венансіо, Розангела Сантос    | DQ    | R 163.2b |
|       | 2       | США (USA)               | Тіанна Медісон, Еллісон Фелікс, Інгліш Гарднер, Моролаке Акіносун      | DNF   |          |

#### Спеціальний забіг 3
| Місце | Доріжка | Країна    | Спортсменки                                                       | Час   | Примітки |
| ----- | ------- | --------- | ----------------------------------------------------------------- | ----- | -------- |
| 1     | 2       | США (USA) | Тіанна Медісон, Еллісон Фелікс, Інгліш Гарднер, Моролаке Акіносун | 41.77 | q        |

### Фінал
| Місце | Доріжка | Країна                  | Спортсменки                                                                        | Час   | Примітки |
| ----- | ------- | ----------------------- | ---------------------------------------------------------------------------------- | ----- | -------- |
| 1     | 1       | США (USA)               | Тіанна Медісон, Еллісон Фелікс, Інгліш Гарднер, Торі Бові                          | 41.01 | SB       |
| 2     | 6       | Ямайка (JAM)            | Крістанія Вільямс, Елейн Томпсон, Вероніка Кемпбелл-Браун, Шеллі-Енн Фрейзер-Прайс | 41.36 | SB       |
| 3     | 5       | Велика Британія (GBR)   | Аша Філіп, Дезіре Генрі, Діна Ашер-Сміт, Дерілл Нейта                              | 41.77 | NR       |
| 4     | 4       | Німеччина (GER)         | Татьяна Пінту, Ліза Маєр, Джина Люкенкемпер, Ребекка Гаасе                         | 42.10 |          |
| 5     | 7       | Тринідад і Тобаго (TRI) | Семой Гекетт, Мішель-Лі Ах'є, Келлі-Енн Баптіст, Халіфа Сент-Форт                  | 42.12 | SB       |
| 6     | 8       | Україна (UKR)           | Олеся Повх, Наталя Погребняк, Марія Рємєнь, Єлизавета Бризгіна                     | 42.36 | SB       |
| 7     | 2       | Канада (CAN)            | Фара Жак, Крістал Еммануель, Філісія Джордж, Каміка Бінгем                         | 43.15 |          |
| 8     | 3       | Нігерія (NGR)           | Глорія Асумну, Блессінг Окагбаре, Дженніфер Маду, Аґнес Осазува                    | 43.21 |          |